# ترجي مستغانم
الترجي الرياضي لمدينة مستغانم نادي جزائري تأسس عام 1940. تأهل إلى نهائي كأس الجزائر سنة 1962 وتعادل مع وفاق سطيف لتعاد المباراة مجددا ليخسرها الفريق بنتيجة 2-1. تأهل الفريق مجددا إلى نهائي كأس الجزائر سنة 1965 وخسره أمام فريق مولودية سعيدة بنتيجة 2-1 . يعتبر أول الفرق جماهيرية في ولاية مستغانم .
الرابطة المحترفة الجزائرية الأولى : موسم 2024/2025

## تاريخ
في عام 1939 ، قررت مجموعة من الأشخاص من مدينة مستغانم ، وهم الدكتور جيلالي بنتامي، والحاج الباريسي ، ولعرج برياطي، و جلول بن صابر مادوني، و بولنموار اسماعيل، إنشاء نادٍ لكرة القدم ليحل محل النادي الآخر في المدينة، وهو النادي الرياضي لمستغانم (SCM) الذي تأسس عام 1927 والذي اختفى منذ عام 1962. وعليه وُلد فريق الترجي الرياضي لمستغانم في 1 يناير 1940 وكان بشير بن يخو أول مدير له.

### الأمل والثورة
رغم أن أنشطة النادي اقتصرت على الجانب الرياضي، إلا أن السياسة كانت حاضرة بقوة ،فقد ساهم فريق الترجي مساهمة كبيرة في الثورة الجزائرية، وسقط العديد من لاعبيه في المعارك أو ساندوا المجاهدين.

### الأمل بعد الاستقلال
كان نادي الترجي الرياضي لمستغانم من أوائل الأندية التي انضمت إلى بطولة كرة القدم الجزائرية عام 1963 ، ومن أبرزها في غرب الجزائر. في عام 1963 ، لعب الترجي أول نهائي لكأس الجزائر ضد فريق وفاق سطيف ، وخسر 0-2، بعد تعادل أول (1-1)، ثم نهائي ثانٍ عام 1965 ، ضد مولودية سعيدة وخسر بنتيجة 1-2. كان للترجي شرف المشاركة في أول بطولة جزائرية مستقلة موسم 1964-1965 ، ثم شرف تمثيل الجزائر في كأس شمال إفريقيا.
في نهائي كأس الجزائر الثاني، حظي سعيد خليل بشرف تسجيل أول هدف في ذلك النهائي ، بفضل سعيد خليل الذي سجل في مرمى فريق سعيدة .
كان الفريق الذي دافع عن ألوان الترجي في ستينيات القرن الماضي يتكون من : الإخوة ماعوش ، رزقان ، ولد موسى، غزالي، سوداني، بن عمر، عثمان، بن محمد ولاعبي المنتخب الوطني زيدان وولد باي.
في عام 1967 ، عانى نادي الترجي من مشاكل داخلية وتراجع في مستوى الفريق، مما أدى إلى هبوطه إلى الدرجة الثانية . ولم يصعد النادي إلى الدرجة الأولى لمدة 32 عامًا أخرى.
في عام 1975 ، سمح وصول اليوغوسلافي بوبوف إلى القيادة الفنية للفريق ببناء فريق من المواهب الشابة مثل: بن محمد هاشمي، بومزيزة محمد، بلخيرة بلحول، لعروسي معمر، بن نورين صادق، الطيب محمد، وحماد حسن (حارس المرمى). وصل فريق ESM في موسم 1979-1980 إلى دوري الدرجة الثانية الوسطى الغربية محتلاً المركز الرابع.
خلال موسم 1996-1997، تصدّر نادي ترجي مستغانم بطولة القسم الثاني، حيث أنهى الموسم بأفضل هجوم بتسجيله 58 هدفًا، وأفضل دفاع بتلقيه 19 هدفًا فقط. في ذلك العام، تأهل النادي إلى القسم الأول بعد تتويجه بطلًا لمجموعة القسم الثاني غرب، متقدمًا بفارق 11 نقطة عن نادي جمعية وهران، صاحب المركز الثاني.
في هذه المناسبة، كرر النادي أداء النادي الثاني من مدينة مستغانم: وداد مستغانم ، الذي صعد إلى الدرجة الأولى قبل عام من ذلك بحصوله أيضًا على لقب بطل مجموعة D2 غرب . فشل وداد مستغانم في الحفاظ على مكانته في النخبة خلال موسمه الأول.
خلال موسم 1997-1998 ، عاد نادي ترجي مستغانم إلى دوري النخبة ، واحتل المركز الثالث في المجموعة الثانية، حيث قُسِّمت البطولة في ذلك العام إلى مجموعتين. وتوج المهاجم حميد مراكشي هدافًا للبطولة.
هبط النادي إلى الدرجة الثانية خلال موسم 1998-1999.
وشهد موسم 1999-2000 رحيل لاعبين بارزين مثل مهاجم الترجي حميد المراكشي، الذي أصبح فيما بعد هداف الدوري التركي الممتاز .
عاد الترجي الرياضي إلى الدوري الجزائري الدرجة الثانية موسم (2017-2018) متغلبًا على صاحب المركز الثاني بفارق 4 نقاط في بطولة مابين الرابطات - المجموعة الغربية، بتشكيلة شابة بقيادة مختار عساس. وتوج الفريق بلقب البطولة متصدرًا بعد مسيرة مميزة، بامتلاكه أقوى هجوم وأعلى رصيد من النقاط بين المجموعات الثلاث مجتمعة، فضلًا عن هدافه بن مغيث برصيد 22 هدفًا.
نتائج الفريق في الرابطة المحترفة الجزائرية الأولى : موسم 2024/2025
الجولة 1 : شباب قسنطينة 0-0 ترجي مستغانم
الجولة 2 : ترجي مستغانم 2-1 مولودية وهران
الجولة 3 : إتحاد خنشلة 2-0 ترجي مستغانم
الجولة 4 : ترجي مستغانم 0-1 إتحاد العاصمة
الجولة 5 : وفاق سطيف 1-0 ترجي مستغانم
الجولة 6 : ترجي مستغانم 1-0 إتحاد بسكرة
الجولة 7 : أولمبيك أقبو 1-2 ترجي مستغانم
الجولة 8 : ترجي مستغانم 0-2 شباب بلوزداد
الجولة 9 : نجم مقرة 1-0 ترجي مستغانم
الجولة 10 : ترجي مستغانم 1-1 شبيبة الساورة
الجولة 11 : مولودية البيض  1-1 ترجي مستغانم
الجولة 12 : جمعية أولمبي الشلف 2-0 ترجي مستغانم
الجولة 13 : ترجي مستغانم 1-1 مولودية الجزائر
الجولة 14 : شبيبة القبائل 2-1 ترجي مستغانم
الجولة 15 : ترجي مستغانم 0-2 اتليتيك بارادو
الجولة 16 : ترجي مستغانم 0-0 شباب قسنطينة
الجولة 17 : مولودية وهران 1-0 ترجي مستغانم
الجولة 18 : ترجي مستغانم 2-0 إتحاد خنشلة
الجولة 19 : إتحاد العاصمة 1-0 ترجي مستغانم
الجولة 20 : ترجي مستغانم 1-0 وفاق سطيف
الجولة 21 : إتحاد بسكرة 0-0 ترجي مستغانم
الجولة 22 : ترجي مستغانم 1-1 أولمبيك أقبو
الجولة 23 : شباب بلوزداد 3-2 ترجي مستغانم
الجولة 24 : ترجي مستغانم 2-1 نجم مقرة
الجولة 25 : شبيبة الساورة  0-0 ترجي مستغانم
الجولة 26 : ترجي مستغانم 0-0 مولودية البيض
الجولة 27 : ترجي مستغانم 1-0 جمعية أولمبي الشلف
الجولة 28 : مولودية الجزائر 5-2 ترجي مستغانم
الجولة 29 : ترجي مستغانم 0-0 شبيبة القبائل
الجولة 30 : أتليتيك بارادو 1-3 ترجي مستغانم
نتائج الفريق في كأس الجزائر موسم 2022 / 2023 :
الدور 32 : ترجي مستغانم 1 - 0 وداد أمل تيسمسيلت
الدور 16 : إتحاد سبورتينغ قسنطينة 2 - 5 ترجي مستغانم 
الدور 8 : أتليتيك بارادو 2 - 1 ترجي مستغانم
نتائج الفريق في كأس الجزائر موسم 2023 / 2024 :
الدور 32 : مديوني وهران 0 - 3 ترجي مستغانم
الدور 16 : شباب تيغنيف 1 - 3 ترجي مستغانم
الدور 8 : ترجي مستغانم 1 (13) - (12) 1 نصر حسين داي ، تفوق ترجي مستغانم بضربات الجزاء
الدور الربع نهائي : شباب بلوزداد 3 (4) - (2) 3 ترجي مستغانم ، خسارة ترجي مستغانم بضربات الجزاء
نتائج الفريق في كأس الجزائر موسم 2024 / 2025 :
الدور 32 : ترجي مستغانم 1 (5) -  (4) 1 وداد أمل تيسمسيلت ، تفوق ترجي مستغانم بضربات الجزاء
الدور 16 : ترجي مستغانم 2 - 1 شبيبة تيارت
الدور 8 : إتحاد بسكرة 1 - 2 ترجي مستغانم
الدور الربع نهائي : إتحاد الحراش 1 (2) - (0) 1 ترجي مستغانم ، خسارة ترجي مستغانم بضربات الجزاء